# Ясногорский сельсовет
Ясного́рский сельсове́т — сельское поселение в Новосергиевском районе Оренбургской области Российской Федерации.
Административный центр — посёлок Ясногорский.

## География
Местность состоит из трёх сыртов, вдоль рек Большой и Малый Уран, Ток.
На территории поселения протекают реки: Малый Уран, Ток.
Граничит с Кутушевским и Среднеуранским сельсоветами.

## История
Статус и границы сельского поселения установлены Законом Оренбургской области от 9 марта 2005 года № 1906/314-III-ОЗ «О муниципальных образованиях в составе муниципального образования Новосергиевский район Оренбургской области»
Все посёлки входящие в состав сельсовета ранее являлись частями (отделениями) совхоза имени Электрозавода. Посёлок Ясногорский был центральной усадьбой совхоза. В настоящее время большинство сельскохозяйственных земель сельсовета принадлежит «Агрофирме имени Электрозавода», являющейся частью казахстанского агрохолдинга «Иволга».

## Население
| 2010  | 2012  | 2013  | 2014  | 2015  | 2016  | 2017  |
| ----- | ----- | ----- | ----- | ----- | ----- | ----- |
| 1427  | ↘1390 | ↘1383 | ↘1356 | ↘1331 | ↘1318 | ↘1301 |
| 2018  | 2019  | 2020  | 2021  |       |       |       |
| ↘1277 | ↘1257 | ↘1232 | ↘1201 |       |       |       |

## Состав сельского поселения
| № | Населённый пункт | Тип населённого пункта          | Население |
| - | ---------------- | ------------------------------- | --------- |
| 1 | Красноглинный    | посёлок                         | 43        |
| 2 | Нагорный         | посёлок                         | 5         |
| 3 | Отрожный         | посёлок                         | 46        |
| 4 | Привольный       | посёлок                         | 186       |
| 5 | Ясногорский      | посёлок, административный центр | 1147      |